# Посидоний
Посидоний (на старогръцки: Ποσειδώνιος; на латински: Posidonius) е древногръцки философ, историк, географ и астроном, живял през годините около началото на 1 век пр.н.е. (ок. 135 до 51). Според свидетелства на съвременниците, както и по-късно, Посидоний е бил приеман за един от най-начетените хора, подобно на Аристотел. Той се занимава не само с философия, но и с астрономия, география и история; от неговите съчинения обаче са запазени само фрагменти. Първият опит за тяхно по-цялостно събиране датира от началото на 19 век, като едва в средата на следващия век е направено едно по-надеждно издание.

## Биография
Роден е около 135 г. пр.н.е. в Апамея, Сирия. Бил е дете, когато империята на селевкидите престава да съществува (царят на партите Арсак V успява да изгони селевкидите от Иран и Месопотамия през 138 пр.н.е.). Около 117 г. пр.н.е., съвсем млад, той заминава в Атина, където се образова и учи философия при стоика Панетий Родоски. В началото на 95 пр.н.е. се заселва и на о. Родос, който тогава е бил процъфтяващ търговски и културен център. Бързо се издига в политическия живот достигайки поста пританея.
През 87/86 г. пр.н.е. пътува като посланик до Рим, където се запознава с управляващия елит. Връзките му позволяват по-нататък да пътува из Империята, при което натрупва значителен обем познания. Към 78 пр.н.е. неговите лекции слуша Цицерон, с когото стават близки.
Макар да е бил високо ценен от своите съвременници, Посидоний бива забравен сравнително бързо, което се обяснява и с еклектиката на неговите идеи. А доколкото стоическата метафизика е била неприемлива за по късните християни, никое от многобройните съчинения на Посидоний не е запазено. Известни са само някои от техните заглавия като „За океаните“, „Метеорология“ или „История“, както и фрагменти в цитати от антични автори.
Умира около 51 г. пр.н.е., вероятно в Родос.

## Философия
Основните Философски възгледи на Посидоний са в продължение на по ранния стоицизъм, от който той се отклонява, възприемайки аристотелиански и платонически внушения. В последна сметка неговата философия изглежда лишена от собствен характер и оригиналност.
Посидоний приема основното положение на стоическата метафизика, че във всичко съществуващо неразделно се проявяват два принципа, единият – субстанциален, другият – задвижващ. За трансцендентност няма място, но той приема известна йерархичност в определяне на света от Зевс, природата и съдбата (хеймермане). Както и останалите стоици, Посидоний счита, че причини собствено са само телата, а тяхната проява е „ефект“ или „предикат“. Единство на всяко съществуващо е неговата „душа“, която не просъществува след неговия разпад.
Известно е, че Посидоний е коментирал диалозите на Платон, като се спекулира дори относно написването на коментар към Тимей.

## Астрономия
Посидоний е известен със своя опит да определи размерите на земното кълбо (предишният опит принадлежи на Ератостен). Канопус, според оценката на Посидоний, се издига над Александрия на 1/48 дължина на окръжността, което е 7 1/2°, а в Родос само се показва на хоризонта (така че там височината ѝ е почти равна на 0°). Линейното разстояние между тези градове е оценявал на 5000 стадия. Оттук той изчислява, че обиколката на Земята е от 240 000 стадия. За точната мярка на 1 стадий обаче се спори. Страбон, който приема, че разстоянието е само 3750 стадия, цитира като негов резултат обиколка от 180 000 стадия.
Посидоний считал разстоянието от Земята до Луната за равна на 52 1/8, а до Слънцето на 6549 земни диаметъра, което представлявало изключителна за това време точност – (правилната стойност е 11 726 земни диаметъра). Изчисленото от него разстояние от Земята до Слънцето било най-точното в древния свят. Абсолютно неизвестно е, обаче, въз основа на какво е направил тази сметка.